# Фоллерсрода
Фоллерсрода (нем. Vollersroda) — община в Германии, в земле Тюрингия. 
Входит в состав района Веймар. Подчиняется управлению Меллинген. Население составляет 196 человек (на 31 декабря 2010 года). Занимает площадь 2,58 км².
Коммуна подразделяется на 18 сельских округов.